# Pentax K20D
10D K7
Le Pentax K20D et le Samsung GX-20 sont des appareils photographiques reflex numérique à objectif interchangeable (baïonnette K) fabriqués respectivement par Pentax et Samsung et annoncés le 24 janvier 2008,. Le K20D est disponible depuis février 2008.

## Présentation

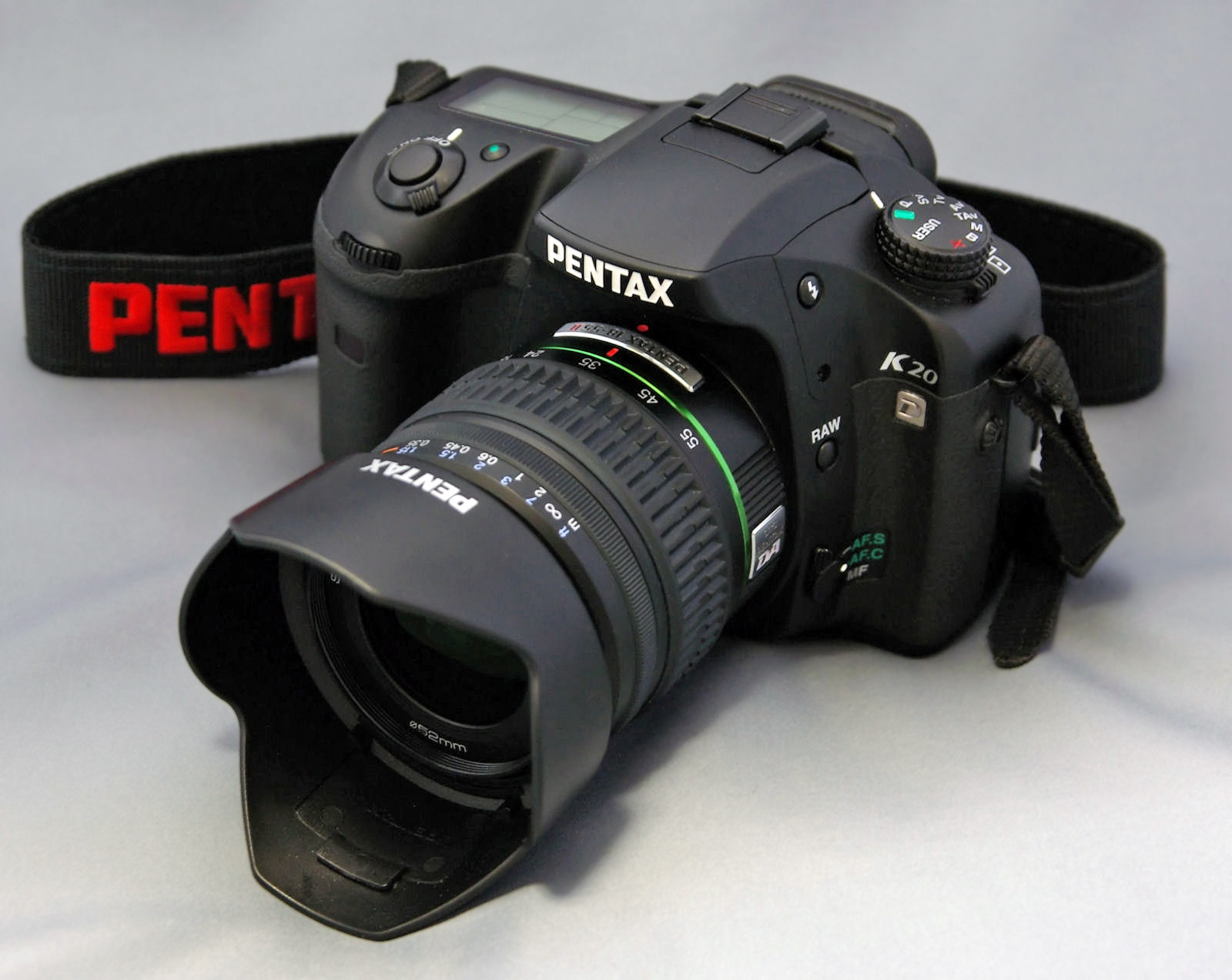
Pentax K20D avec objectif Pentax DA 18-55 mm f/3.5-5.6 AL.

Les K20D et GX-20 ont été développés par Pentax au Japon et Samsung en Corée, poursuivant ainsi une collaboration commencée en 2005. Le K20D est le premier reflex numérique de marque Pentax à utiliser un capteur CMOS, lequel a été codéveloppé par Pentax et Samsung, et fabriqué par Samsung. Les modèles précédents, dont le 10D, étaient basés sur des capteurs CCD fabriqués par Sony. L'expertise de Samsung en conception de capteurs est perçue comme une valeur ajoutée par Pentax.
Jusqu'à la sortie du Canon EOS 50D, le K20D et le GX-20 détenaient la plus haute résolution pour un appareil à capteur APS-C, 14,6 Mpx.
Le K20D intègre un système de détection et de nettoyage des poussières sur le capteur. Ce dernier dispose d'une stabilisation mécanique.
L'écran LCD de 6,8 cm de diagonale bénéficie de la fonction Live View (visée directe).

## Marché
Cet appareil est destiné à un public expert : ses caractéristiques sont proches d'un appareil professionnel (boîtier de conception « tropicalisée » étanche au ruissellement et à la poussière, viseur de qualité, pas de mode de prise de vue de type « pictogramme », etc.) et son prix est davantage grand public.
Accessoires
- Une poignée pouvant contenir une batterie et un emplacement pour stocker une deuxième carte mémoire (qui n'est pas connectée à l'appareil).